# 馬祖里夫卡 (利維夫州)
參數所指定的目標頁面不存在，建議更正成存在頁面或直接建立下列一個頁面（建立前請先搜尋是否有合適的存在頁面可以取代）：
- 馬祖里夫卡

49°16′30″N 24°12′52″E / 49.27500°N 24.21444°E
馬祖里夫卡（羅馬化：Mazurivka）是烏克蘭西部利維夫州斯特雷區茹拉夫諾市鎮的村莊。該村處於柳貝什卡河畔，始建於1958年，面積1.2平方公里，海拔高度252米，2001年人口400。